# 던지기
던지기 또는 투척은 손에 든 물건 따위를 팔과 손을 이용하여 멀리 떨어지게 하는 것을 의미한다.

## 스포츠로서의 던지기
육상 경기에서 던지기는 포환·원반·창·해머 등 운동 기구를 던져서, 그 던진 거리로 승부를 가리는 운동이며, 포환던지기, 창던지기, 원반던지기, 해머던지기 등이 있다.

## 같이 보기
- 캐치볼